# Magallanes (Sorsogon)
Magallanes è una municipalità di quarta classe delle Filippine, situata nella Provincia di Sorsogon, nella regione di Bicol.
Magallanes è formata da 34 baranggay:
- Aguada Norte
- Aguada Sur
- Anibong
- Bacalon
- Bacolod
- Banacud
- Biga
- Behia
- Binisitahan del Norte
- Binisitahan del Sur
- Biton
- Bulala
- Busay
- Caditaan
- Cagbolo
- Cagtalaba
- Cawit Extension

- Cawit Proper
- Ginangra
- Hubo
- Incarizan
- Lapinig
- Magsaysay
- Malbog
- Pantalan
- Pawik
- Pili
- Poblacion
- Salvacion
- Santa Elena
- Siuton
- Tagas
- Tulatula Norte
- Tulatula Sur